# 玻璃缺鰭鯰
玻璃缺鰭鯰（學名：Kryptopterus vitreolus），為輻鰭魚綱鯰形目鯰科的一種熱帶淡水魚，分布於亞洲泰國淡水流域，體長可達6.5公分，棲息在底中層水域，生活習性不明。可做為觀賞魚，與小缺鰭鯰（Kryptopterus minor）、雙鬚缺鰭鯰（Kryptopterus bicirrhis）在水族市場上可稱為玻璃貓，但以玻璃缺鰭鯰和雙鬚缺鰭鯰比較居多，而小缺鰭鯰則較稀少。